# Mekanderejo
Mekanderejo is een bestuurslaag in het regentschap Lamongan van de provincie Oost-Java, Indonesië. Mekanderejo telt 2486 inwoners (volkstelling 2010).